# Talcahuano
Talcahuano est le premier port militaire et industriel du Chili, mais également le premier port de pêche du pays. Talcahuano est une des communes de Grand Concepción, la conurbation de Concepción. Elle fait partie de la province de Concepción, elle-même rattachée à la région du Biobío.

## Géographie
Le territoire de la commune de Talcahuano est entouré de 3 côtés par l'Océan Pacifique. Il comprend également l'Île Quiriquina de 5 km2. Sa limite à l'est suit le cours du Río Andalién qui se jette dans la baie de Concepción. Talcahuano est situé à 427 kilomètres à vol d'oiseau au sud-sud-ouest de la capitale Santiago et à 12 kilomètres au nord de Concepción capitale de la région du Biobío.

## Démographie
En 2012, la population de la commune s'élevait à 151 524 habitants. La superficie de la commune est de 92 km2 (densité de 1647 hab./km2).

## Histoire
La ville est rasée par le séisme du 20 février 1835, ce dont Charles Darwin fait le compte-rendu ; elle est touchée par le violent séisme de 1939 et par celui du 27 février 2010,.
Elle abrite une base navale et un chantier naval de la marine chilienne.

Position de Talcahuano (en rouge) au sein de la Région du Biobío.

## Personnalités
- Claudio Romo (né en 1968), illustrateur.